# Compagnia della Purificazione di Maria e di San Zanobi

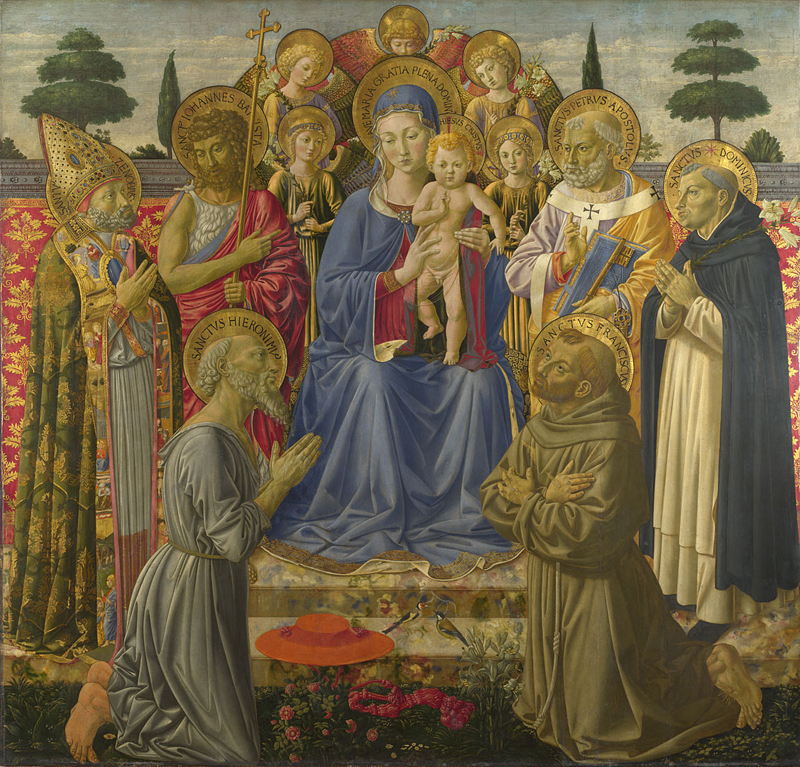
Benozzo Gozzoli, Madonna col Bambino e sette santi, Londra, National Gallery

La Compagnia della Purificazione di Maria e di San Zanobi, detta anche Compagnia di San Marco, era un'antica confraternita di Firenze.

## Storia
Nel 1427 la Compagnia della Natività del Signore e dell'Arcangelo Raffaello, che praticava la "dottrina", ossia l'insegnamento ai giovani degli obblighi del buonm cristiano, si divise in due gruppi, uno dei quali si installò nella chiesa di San Marco, con dedica alla Purificazione di Maria e a san Zanobi. A sua volta la nuova confraternita era divisa in due sottogruppi, quello dei "Minori", cioè i fanciulli, e quello dei "Maggiori", gli adulti. Pare che alla scorporo del sodalizio avesse partecipato Antonino Pierozzi, allora arcivescovo di Firenze.
La confraternita ricevette privilegi di indulgenze da diversi pontefici (che garantivano cospicue entrate in elemosine per chi visitasse la loro sede), e nel 1436 Eugenio IV la mise sotto la protezione dell'abate della Badia Fiorentina, del priore del convento di San Marco e dell'arcivescovo fiorentino, con aggregazione, a partire dal 1481, ai beni spirituali francescani.
Nel 1464 venne deciso di costruire un apposito oratorio per i confratelli annesso alla chiesa di San Marco, ricevendo una sovvenzione da Cosimo de' Medici (morto poi in quell'anno) e l'aiuto da parte di papa Paolo II e dei cardinali Berardo Eroli e Giovanni di Torrecremata. I confratelli riuscirono a completare l'oratorio della Purificazione e a farlo decorare, tra l'altro, da una pala di Benozzo Gozzoli, oggi alla National Gallery di Londra (Madonna col Bambino e sette santi). Già nel 1496 infatti a Domenicani necessitarono di ampliare il convento a spese dell'oratorio, che venne demolito in cambio dell'assegnazione di un terreno in via San Gallo, dove venne costruito un nuovo oratorio con ambienti per la sede della confraternita entro il 1506. 
Nei secoli la Compagnia, che al suo interno aveva numerosi nobili delle più importanti famiglie fiorentine, poté contare su numerosi, generosi lasciti testamentari. Più di tutti spicò quello del musicista Domenico Melani, iscritto alla confratenita stessa, che la dotò di oggetti liturgici d'argento, tra cui candelieri e ostensori, e fondò un ospizio per pellegrini accanto alla sede della confraternita stessa, e alla sua morte venne affidato alla Compagnia con una generosissima dotazione. La connessione della Compagnia con lo "spedale del Melani" divenne allora così stretta da venire talvolta chiamata "Compagnia del Melani". 
Nella relazione del 1783 vennero censiti 340 confratelli, che si occupavano, oltre che delle pratiche di devozione, di sostenbere con elemosine i carcerati e le loro famiglie, e di provvedere alla creazione di doti per far maritare le fanciulle povere dei lavoranti dell'Arte della Seta (forse come segno di buon vicinato con la Compagnia dei Tessitori della vicina Loggia). 
Come la gran parte delle confraternite toscane fu tuttavia soppressa da Pietro Leopoldo nel 1785 e mai più ripristinata. Nella sua sede sorse poco tempo dopo il palazzo Pucci, poi Le Monnier.

## Pratiche religiose
La confraternita si riuniva ogni prima domenica del mese, e in occasione di alcune festività quali la Pasqua, l'Assunzione di Maria, la festa di Ognissanti, il Natale e la Candelora, quest'ultima festa solenne. A discrezione del Guardiano potevano riunirsi anche per l'Annunciazione e la festa del Battista. 

## Stemma e simboli
Lo stemma della Compagnia è in campo azzurro con le lettere d'oro P. S. M. in fascia e la lettera Z. in punta.